# Miguel Acosta (boxeador)
Miguel Acosta (Nació en 20 de abril de 1978 en Miranda, Venezuela) Es un boxeador profesional Venezolano. Reside actualmente en la ciudad de Philadelphia. Su apodo es "Aguacerito". Es un excampeón peso ligero tras vencer por nocaut a Paulus Moses el 29 de mayo de 2010 en Namibia África. Posteriormente Acosta perdió el título en su primera defensa oficial contra Brandon Ríos el 26 de  febrero de 2011.
- Datos: Q5957161